# Hepatit A
Hepatit A är en akut infektionssjukdom som drabbar levern och orsakas av hepatit A-virus (HAV). Många gånger ger sjukdomen upphov till få eller inga symptom, speciellt bland unga. Tiden mellan infektion och symptomstart, bland de som utvecklar symptom, är mellan två och sex veckor. Då symptom uppträder håller de vanligen i sig i åtta veckor och innefattar bland annat illamående, kräkningar, diarré, gulsot, feber och magsmärta. Kring 10–15 % av drabbade återfall av symptom under följande sex månader efter den initiala infektionen. Akut leversvikt sker i sällsynta fall och drabbar framförallt äldre.

## Orsak
Sjukdomen sprids vanligen genom intag av mat eller dricksvatten som har utsatts för avföring som bär på smittan. Skaldjur som inte upphettats ordentligt är relativt vanlig källa. Infektionen kan även spridas vid närkontakt med smittade individer. Trots att barn sällan uppvisar symptom av infektionen kan de dock smitta andra. Efter en infektion är personen skyddad från sjukdomen resten av sitt liv. Diagnos kräver blodprov då symptomen liknar de från ett antal andra sjukdomar.

## Förebyggande åtgärder och behandling
Hepatit A vaccin är effektivt vid prevention. Vissa länder rekommenderar rutinmässig vaccination av barn och de som har förhöjd risk att drabbas och som inte tidigare har vaccinerats. Vaccinet tros ge livslångt skydd. Andra preventiva åtgärder innefattar handtvätt och ordentlig tillagning av matvaror. Det finns ingen specifik behandling, men vila och medicinering mot illamående eller diarré rekommenderas vid behov. Infektionen läker vanligen ut helt och utan fortgående leversjukdom. Behandling av akut leversvikt, då den uppkommit, är med levertransplantation.

## Epidemiologi
Globalt påvisas kring 1,5 miljoner symptomatiska fall varje år och det är troligt att tiotals miljoner drabbas av infektionen allt som allt. Sjukdomen är vanligare i regioner med dålig sanitär standard och dålig tillgång till rent dricksvatten. I utvecklingsländer drabbas kring 90 % av barn under 10 och är således immuna då de når vuxen ålder. I länder med måttlig utveckling ger sjukdomen ofta upphov till utbrott, då barn varken exponerats under uppväxten eller vaccinerats i någon högre grad. År 2010 orsakade hepatit A 102 000 dödsfall. Världshepatitdagen är varje år den 28 juli och syftar till att öka medvetenheten om viral hepatit.